# Conségudes
Conségudes – miejscowość i gmina we Francji, w regionie Prowansja-Alpy-Lazurowe Wybrzeże, w departamencie Alpy Nadmorskie.
Według danych na rok 1990 gminę zamieszkiwało 57 osób, a gęstość zaludnienia wynosiła 5 osób/km² (wśród 963 gmin regionu Prowansja-Alpy-W. Lazurowe Conségudes plasuje się na 731. miejscu pod względem liczby ludności, natomiast pod względem powierzchni na miejscu 658.).